# 瓦齐尔普尔乌帕齐拉
瓦齐尔普尔乌帕齐拉是孟加拉国的一个乌帕齐拉（Upazila），位于巴里萨尔专区的巴里萨尔县，面积248.35 km²。
1991年其人口为227115，其中男性约占50.8%，女性为49.2%，7岁以上人口之人均识字率为47.7%。